# Jan-Olov Kinnvall
Pour les articles homonymes, voir Kinnvall.
Jan-Olov Kinnvall, né le 8 mai 1960 en Suède, est un footballeur suédois. Il évoluait au poste de milieu.

## Biographie
Jan-Olov Kinnvall évolue sous les couleurs du Malmö FF de 1978 à 1983,.
Il est sacré Champion de Suède en 1977 et remporte deux  Coupes nationales en 1978 et 1980 durant son passage à Malmö.
Lors de la campagne de Coupe des clubs champions en 1978-79, il dispute toutes les rencontres et marque deux buts (un but contre l'AS Monaco au premier tour retour et un autre contre le Dynamo Kiev en huitième de finale retour). Il est titulaire lors de la finale contre Nottingham Forest perdue 0-1.

## Palmarès
Malmö FF
| - Championnat de Suède (1) : - Champion : 1977. - Vice-champion : 1980. - Coupe de Suède (2) : - Vainqueur : 1977-78 et 1979-80. |  | - Coupe des clubs champions : - Finaliste : 1978-79. - Coupe intercontinentale : - Finaliste : 1979. |